# Okres wegetacyjny

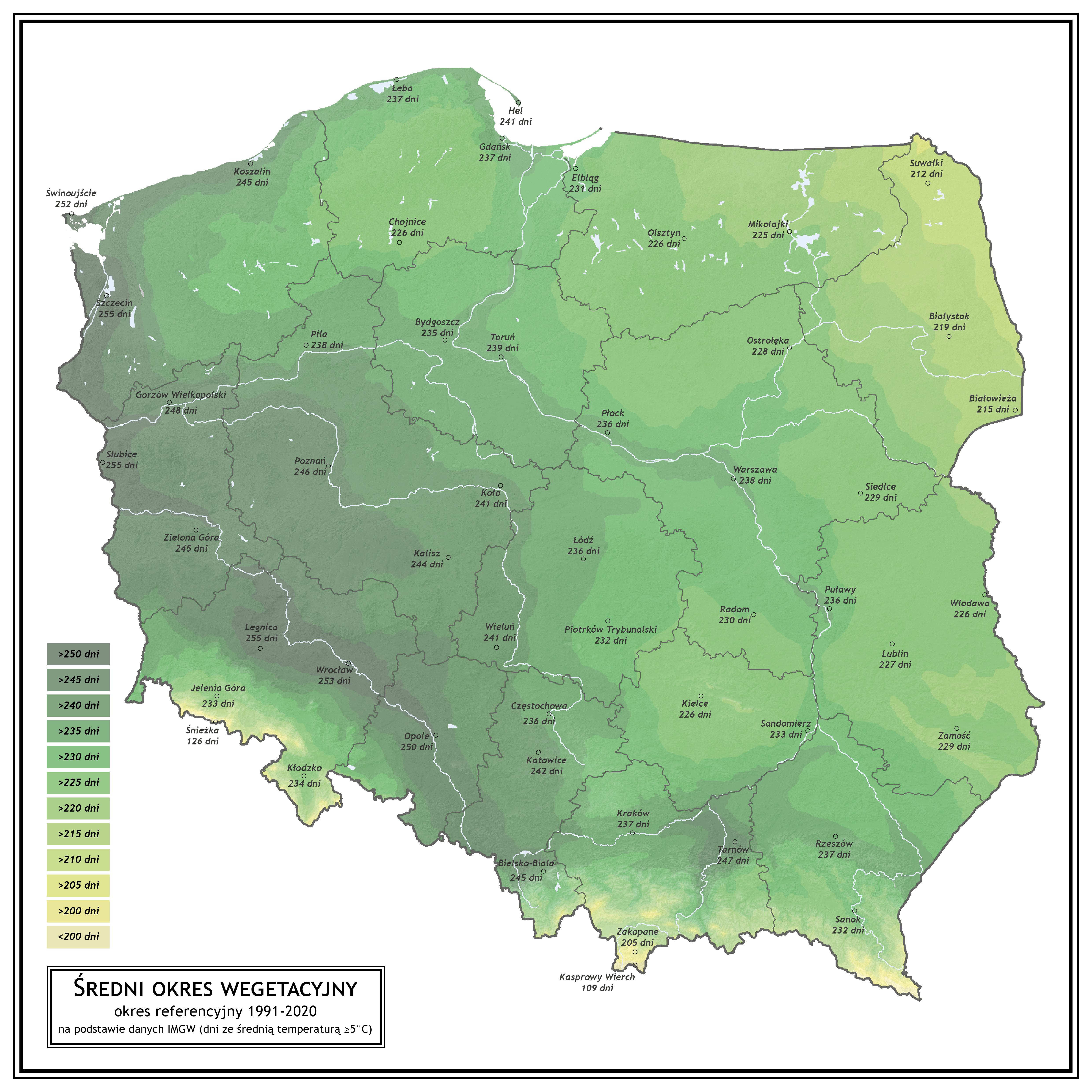
Okresy wegetacyjne w Polsce

Okres wegetacyjny – część roku, gdy roślinność może się rozwijać ze względu na dostateczną ilość wilgoci i ciepła. Podczas okresu wegetacyjnego w roślinie zachodzą intensywne procesy rozwojowe. W klimatach strefy gorącej głównym ograniczeniem okresu wegetacyjnego jest występowanie pory suchej. W klimatach podzwrotnikowych okresowo może być to zarówno występowanie pory suchej, jak i zbyt niskich temperatur. W klimatach strefy umiarkowanej, okołobiegunowych oraz górskich głównym czynnikiem hamującym wegetację roślin jest temperatura – jej spadki poniżej zera blokują możliwość rozwoju roślin ze względu na zamarzanie zawartej w nich wody.
W Polsce za okres wegetacyjny przyjmuje się liczbę dni ze średnią dobową temperaturą powietrza powyżej 5 °C. W klimacie umiarkowanym trwa od ostatnich przymrozków wiosennych do pierwszych przymrozków jesiennych. Za początek okresu wegetacyjnego przyjmuje się też zakwitanie leszczyny, kaczeńca, podbiału, a za koniec – opadanie liści kasztanowca i brzozy. 
W ostatnich latach obserwuje się w Polsce wydłużanie okresu wegetacyjnego wraz z postępującym globalnym ociepleniem – wartości związane z temperaturą są znacząco wyższe dla najnowszego okresu referencyjnego (lata 1991-2020) w porównaniu z poprzednimi dekadami.
Najwcześniej, średnio już przed 23 marca, okres ten rozpoczyna się na południowym zachodzie w paśmie od Szczecina, przez Wielkopolskę i Nizinę Śląską, po zachodnią część Kotliny Sandomierskiej (region Tarnowa). Najpóźniej na nizinach, dopiero po 2 kwietnia, rozpoczyna się na Suwalszczyźnie. W górach początek wypada w maju – dla Śnieżki średnio w okolicach 20, a dla Kasprowego Wierchu 31 maja. Także w górach okres ten kończy się najwcześniej, już we wrześniu: 11 dnia tego miesiąca na Kasprowym Wierchu i 21 września na Śnieżce. Na nizinach najwcześniej, przed 1 listopada, kończy się na Suwalszczyźnie i Podlasiu. Najpóźniej (po 11 listopada) w pasie biegnącym wzdłuż wybrzeża Bałtyku, doliną Odry, Niziną Śląską i w okolicach Tarnowa. W wyniku tych różnic średnia długość okresu wegetacyjnego wahała się w latach 1991–2020 w nizinnej części kraju od 212 dni w Suwałkach do 255 dni w Legnicy, Słubicach czy Szczecinie. W szczytowych partiach gór okres ten jest znacznie krótszy: w tych samych latach na stacji na Kasprowym Wierchu zanotowano średnio 109 dni okresu wegetacyjnego, a na Śnieżce 126.